# Karasu (Euphrat-Nebenfluss)
Der Karasu (türkisch für „schwarzes Wasser“); auch Karasu Çayı oder Karasu Deresi, ist ein rechter Nebenfluss des Euphrat in der türkischen Provinz Gaziantep.
Der Fluss entspringt in den östlichen Ausläufern des Kartal Dağı zwischen den Landkreisen Araban und Pazarcık. Er fließt nach Osten, gräbt vor der Mündung eine bis zu 200 Meter tiefe Schlucht und mündet im Osten des Landkreises Araban in den Euphrat.
Der Fluss ist nicht identisch mit dem gleichnamigen Quellfluss des Euphrat.

## Geschichte
In späthethitischer Zeit verlief in der Nähe die Grenze zwischen den Königreichen Kummaḫa und Karkamišša. Etwa drei Kilometer (Luftlinie) westlich der Mündung befindet sich am oberen Rand der Schlucht ein Felsrelief aus dieser Zeit. Einen Kilometer westlich davon liegt am Fluss die Ruine einer römischen Brücke, genannt Karasu Köprüsü. Sie war Teil der Militärstraße, die die Orte Zeugma und Samosata verband. Beide gehörten zur historischen Landschaft Kommagene.